# Sirius (ブランド)
Sirius（シリウス）はビジュアルアーツとパートナーを結んでいるアダルトゲームブランド。2000年に発売された『白濁姫』以降ミヤスリサが原画を手がけている。
2007年11月に現在の最新作である『こいびとどうしですることぜんぶ』を発売し、その後関連展開が一段落した2008年7月以降、公式ホームページの更新がブログも含めて滞っている。

## 作品一覧
- 面会謝絶
- Repeat 〜繰り返されるときそして…〜
- 白濁姫
- One and Only
- まいにち好きして
- 魔法はあめいろ?
- めいどさん☆すぴりっつ! 〜わたしの中にいるあなた〜
- こいびとどうしですることぜんぶ

## 主なスタッフ
原画
- ミヤスリサ - 当初専属だったが現在はフリー

シナリオ
- 保住圭 - 外注

音楽
- ナータリオン